# Клівленд Браунс
«Клі́вленд Бра́унс» (англ. Cleveland Browns) заснована у 1946 професійна команда з американського футболу розташована в місті Клівленд в штаті Огайо. Команда є членом Північного дивізіону, Американської футбольної конференції(АФК), Національної футбольної ліги(НФЛ). 
Домашнім полем для «Браунс» є Клівленд Браунз Стадіум в Клівленд, Огайо.
До 1949 «Клівленд Браунс» були членом Ал-Американської футбольної конференції(ААФК) після чого приєднались до Національної футбольної ліги.
«Браунс» досі не виграли Супербол (чемпіонат Американського футболу) (англ. AFC-NFC Super Bowl). І є однією з чотирьох команд, які ніколи не брали в ньому участі.

## Створення Команди
Команду Клівленд Браунс заснував місцевий бізнесмен Артур "Міккі" МакБрайд в 1946 році. Новостворена команда мала отримати назву "Пантери", але виявилось, що цим ім'ям володіє напівпрофесійний футбольний клуб-невдаха. Тому від цієї назви МакБрайд відмовився. На той час дуже популярним у місцевих жителів був темношкірий боксер Джо Луіс на прізвисько Коричневий Бомбардувальник (англ. Brown Bomber) і, намагаючись новим ім'ям команди викликати приємні асоціації у спортивних вболівальників, на його честь МакБрайд і назвав свою команду Браунс.
Першим тренером клубу і одночасно його віце-президентом та генеральним менеджером став колишній керівник студентської команди університету Огайо  Пол Браун. Тренер Браун мав розгалужені зв'язки серед спортивних рекрутів, тому йому вдалося зібрати до складу гравців, рівня яким в Ал-Американській футбольній конференції не було. Браунс виграли чотири чемпіонати поспіль, включно з 1948 роком, коли команда не програла жодної гри. За цей період Браунс перемогли в 52 іграх, 3 гри програли і 4 закінчили  внічию (включно з результатом 5-0 (п'ять перемог і жодної поразки) в Плей-Оф).

## Перехід до НФЛ
В 1949 році, після розпаду Ал-Американської конференції, Національна Футбольна Ліга згодилася прийняти до своїх лав три команди з ААФК: Сан-Франциско Форті Найнерс, Балтимор Колтс та Браунс. Загальна думка журналістів та вболівальників була така, що команди об'єктивно набагато сильнішої НФЛ цеглини на цеглині не залишать від клубу з Клівленда. Але в першій же грі Браунс просто знищили дворазового діючого чемпіона НФЛ  Філадельфію Іглс 35-10 та виграли чемпіонат загалом.
В період з 1950 по 1962 рік під керівництвом Брауна команда провела в НФЛ 169 матчів, з яких в 115 перемогла, 49 програла та 5 закінчила в нічию (включно з результатом 4-5 в Плей-Оф). За ці роки Браунс тричі виграли чемпіонат НФЛ.
З 1963 по 1970 тренером Браунс був Блантон Кольєр, під керівництвом якого команда зіграла 119 матчів з результатом 79 перемог, 38 поразок та 2 нічиї (включно з 3-4 в Плей-Оф). В 1964 році Клівленд Браунс виграли свій останній титул, перемігши в фіналі за чемпіонство Балтимор Колтс 27-0. Ще двічі, в 1968 та 1969, Браунс виходили в фінал, але поступались.
В період з 1971 по 1985 роки на чолі команди стояло чотири тренера, Браунс провели за цей час 199 ігор (95-102-2), зігравши в плей-Оф лише чотири гри, і у всіх чотирьох поступившись.

## 1985 - 1990: Ера Берні Козара
В 85-му році, коли на тренерській посаді перебував Марті Шотенхаймер, Браунс узяли першим номером додаткового набору (англ. the Supplemental Draft) Берні Козара, який грав на позиції квотербека. З підтримкою двох молодих хавбеків, Ернста Байнера та Кевіна Мака, і командою захисту, що мала у своєму складі п'ятьох гравців обраних до команди усіх зірок, Берні Козар привів Клівленд Браунс до 5-х поспіль появ у плей-оф. Включно з трьома іграми за звання чемпіона Американської Футбольної Конференції в 1986, 1987, 1989 роках. Хоча чемпіонами конференції Браунс так і не стали, усі три рази поступившись Денвер Бронкос.
В 1990 році Козар вперше за кар'єру закінчив сезон з кількістю перехоплень (15) більшою за кількість тачдаунів (10), що разом з блідою грою на виносі, призвело до 13 поразок в 16 матчах. У команди почався довготривалий спад, що в результаті спричинило звільнення Берні Козара в 1993.
І хоча Браунз повернулись до плей-оф уже в 94-му, свій переможний дух команда втратила. Останнім ударом стали новини про переміщення клубу до Балтимора.

## 1996 - 1999: Перерва
В лютому 96-го року керівництво НФЛ заявило, що Браунс буде "деактивовано" на три роки, поки в місті не буде збудовано новий стадіон. Після чого Клівленд матиме змогу додатковим набором підібрати собі гравців  для нової команди. 
Гравці переїхали до Балтимора, штат Меріленд, але назва команди, її кольори, логотип, історія та здобутки залишилися в Клівленді.

## 1999 - 2004: Повернення до НФЛ
Не зважаючи на значні фінансові статки власника Браунс Ела Лернера та додатковий набір гравців влаштований лігою спеціально для команди з Клівленда, надії вболівальників на швидке повернення клубу в боротьбу за чемпіонство не виправдались.
Браунс закінчили сезон 1999го року з результатом 2-14, найгіршим за всю історію команди.
2000-й рік був лише трохи кращим: 3-13, єдиною світлою плямою цього сезону стала перша за шість років перемога над Піттсбург Стілерс. По закінченню цього року команду залишив тренер Палмер, на місце якого прийшов колишній тренер команди університету Маямі Бутч Девіс. Під його керівництвом команда здобула сім перемог в сезоні 2001-го року, а в 2002-му, вигравши дев'ять ігор, Браунс вперше за чотирнадцять років вийшли до Плей-оф, де поступились Піттсбургу 33-36.
Тренера Девіса було звільнено по закінченню 2004-го року, який Браунс закінчили з результатом 4-12.

## 2005 - 2008: Тренерство Кренела
Перед самим початком сезону 2005-го року тренером команди було призначено Ромео Кренела, який до цього працював координатором захисту Нью-Інґленд Патріотс. Новим генеральним менеджером команди став Філ Савадж. Але не зважаючи на усі зміни, Браунс продовжили програвати, завершивши два наступних сезони з результатами 6-10 та 4-12.
В 2007-му, після програшу в першій грі сезону Піттсбургу, 7-34, Кренел відправив свого стартового квотербека Чарлі Фрая в Сієтл Сігокс і випустив йому на заміну Дерека Андерсона. Наступного тижня, в першому для себе старті, Андерсон привів Браунс до перемоги над Цинциннаті Банґалс 51-45, повторивши рекорд команди за кількістю тачдаунів за один матч. Браунс закінчили сезон з результатом 10-6, не потрапили в плей-оф, але до команди усіх зірок було обрано п'ятьох гравців, в тому числі і Андерсона.
Браунс розпочали сезон 2008-го року з великими сподіваннями на успіх, але низка травм, в тому числі і усіх трьох квотербеків команди, призвела до 12 поразок і повного розчарування. За шість останніх матчів напад команди не здобув жодного тачдауну. Кренела та Саваджа було звільнено.

## 2009 - Теперішній час
7 Січня 2009 року команду очолив колишній тренер Нью-Йорк Джетс Ерік Манжині. Браунс програли одинадцять з перших дванадцяти ігор, але закінчили сезон вигравши чотири матчі поспіль.

## Вболівальники Клівленд Браунс
Спортивний канал ESPN назвав Клівленд найбільш закатованим спортивним містом Америки [Архівовано 13 жовтня 2004 у Wayback Machine.], що не заважає фанатам команди залишатись одними з найлояльніших вболівальників ліги [Архівовано 11 жовтня 2008 у Wayback Machine.]. Об'єднання вболівальників Браунс (Browns Backers Worldwide) нараховує більше дев'яноста тисяч членів по усьому світу.
16 грудня 2001-го року, на домашній грі проти Джексонвілл Джагуарс, вважуючи рішення суддів, що призвело до програшу Браунс, нечесним, вболівальники закидали поле пластиковими пляшками з-під пива.

## Посилання

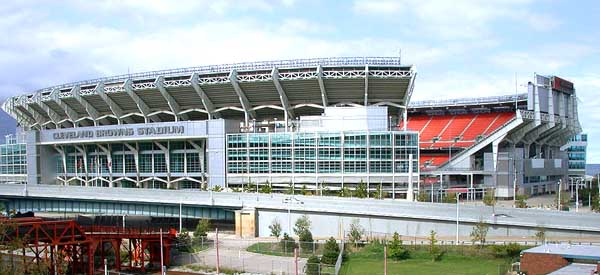
Клівленд Браунс Стадіум